# Gottenheim
Gottenheim est une commune de Bade-Wurtemberg (Allemagne), située dans l'arrondissement de Brisgau-Haute-Forêt-Noire, dans le district de Fribourg-en-Brisgau.

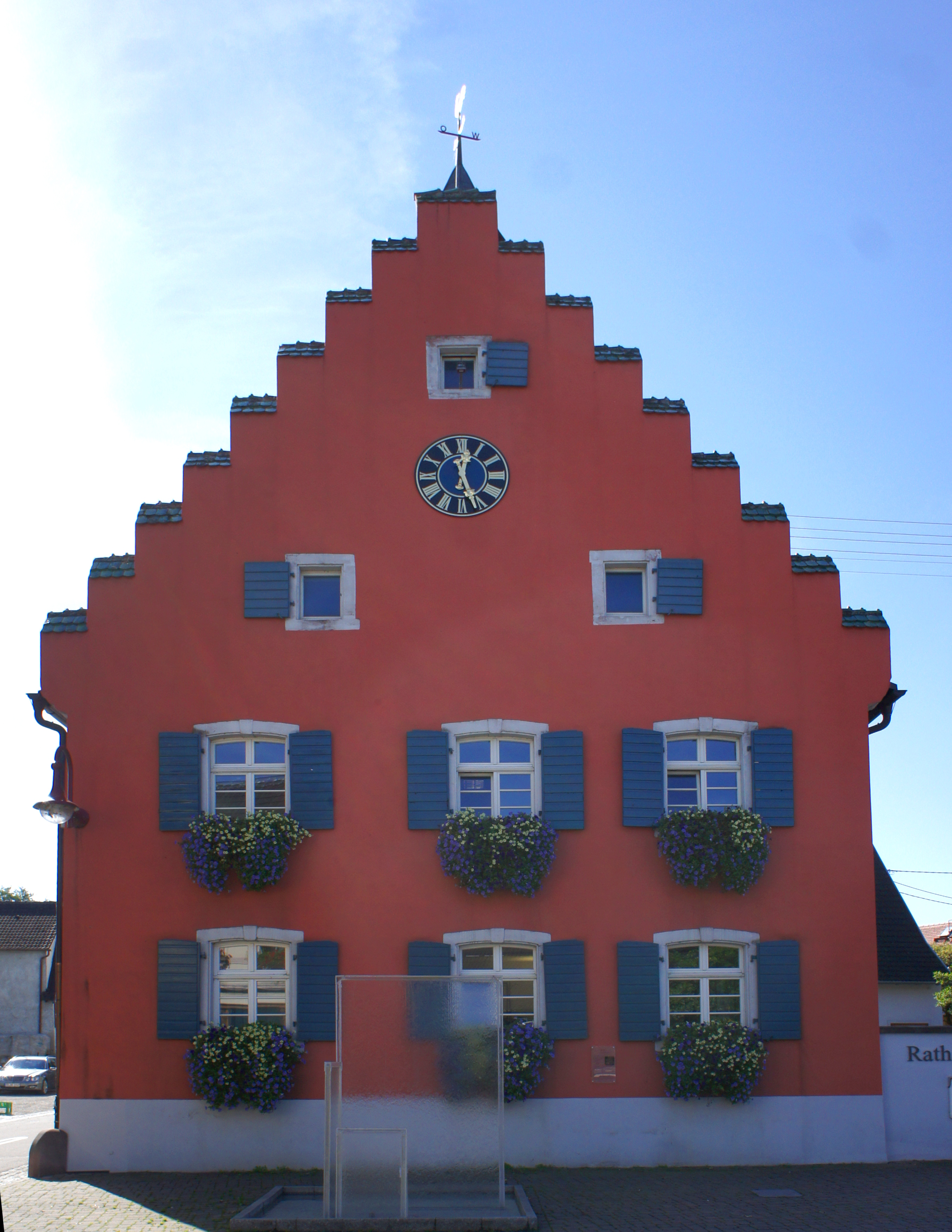
Mairie de Gottenheim

## Géographie
La commune viticole de Gottenheim se situe dans le fossé rhénan, à la pointe nord du massif du Tuniberg, entre Fribourg-en-Brisgau et le massif du Kaiserstuhl.

## Jumelage
- Bodnegg (Allemagne) depuis 2010